# Якуб Поважанець
Якуб Поважанець (словац. Jakub Považanec, нар. 31 січня 1991, Банська Бистриця) — словацький футболіст, півзахисник клубу «Яблонець».

## Клубна кар'єра
Вихованець клубу «Дукла» з рідного міста Банська Бистриця. З 2009 року став виступати за першу команду, в якій провів п'ять сезонів, взявши участь у 113 матчах чемпіонату. Більшість часу, проведеного у складі «Дукли», був основним гравцем команди.
У травні 2014 року перейшов у «Дуклу» (Прага). Відіграв за празьку команду наступні три сезони своєї ігрової кар'єри. Граючи у складі празької «Дукли» також здебільшого виходив на поле в основному складі команди.
У січні 2017 року став гравцем «Яблонця», підписавши з клубом трирічний контракт. Станом на 2 вересня 2018 року відіграв за команду з Яблонця-над-Нісою 41 матч в національному чемпіонаті.

## Виступи за збірні
2009 року дебютував у складі юнацької збірної Словаччини, взяв участь у 6 іграх на юнацькому рівні, відзначившись одним забитим голом.
2012 року залучався до складу молодіжної збірної Словаччини. На молодіжному рівні зіграв у 8 офіційних матчах.